# Teresa Benítez
Teresa Benítez es una deportista dominicana que compitió en judo. Ganó una medalla de plata en el Campeonato Panamericano de Judo de 1990, en la categoría de –45 kg.

## Palmarés internacional
| Campeonato Panamericano | Campeonato Panamericano | Campeonato Panamericano | Campeonato Panamericano |
| Año                     | Lugar                   | Medalla                 | Categoría               |
| ----------------------- | ----------------------- | ----------------------- | ----------------------- |
| 1990                    | Caracas (Venezuela)     | Medalla de plata        | –45 kg                  |